# Штамп

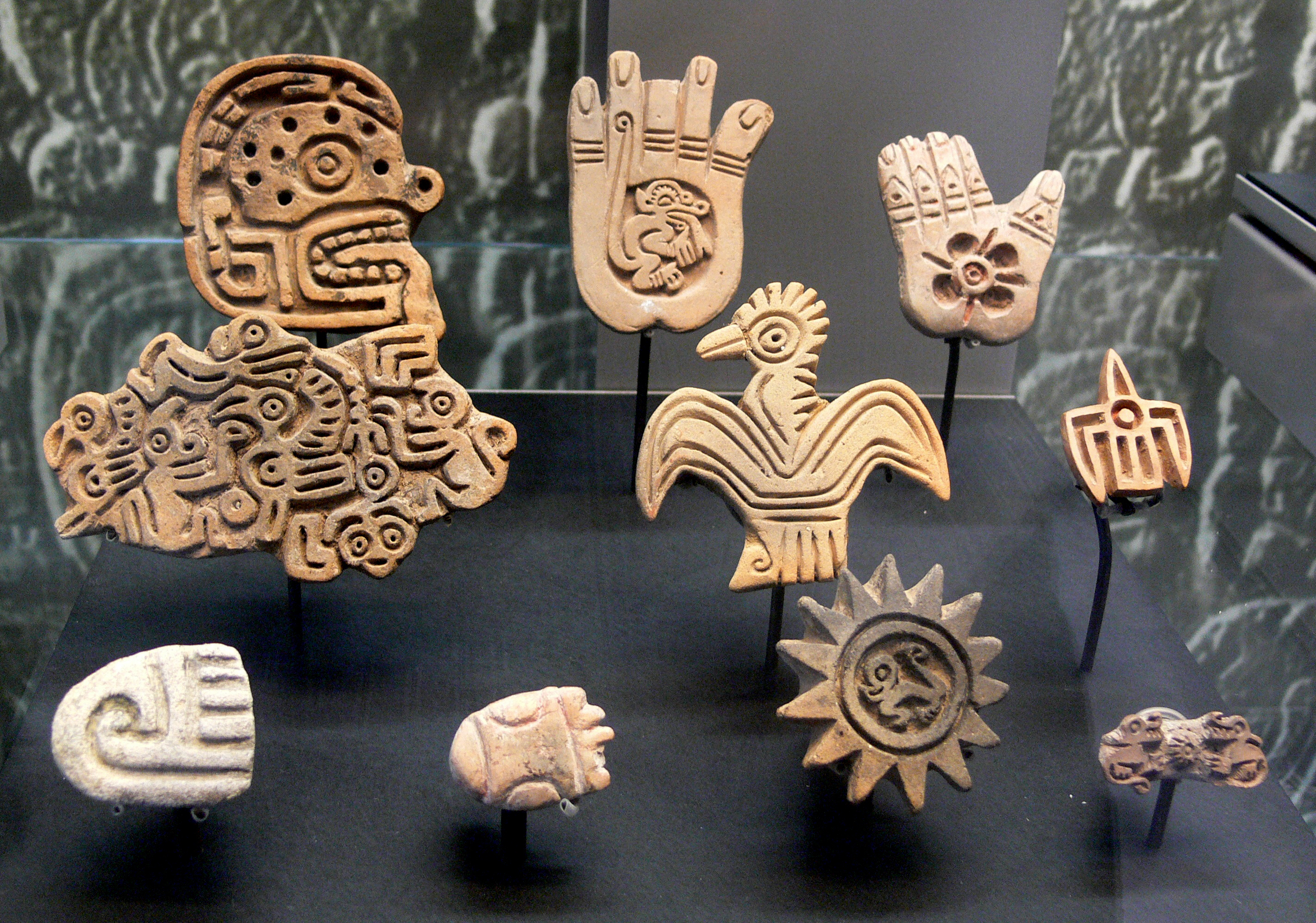
Пинтадеры из Древней Мексики и Эквадора

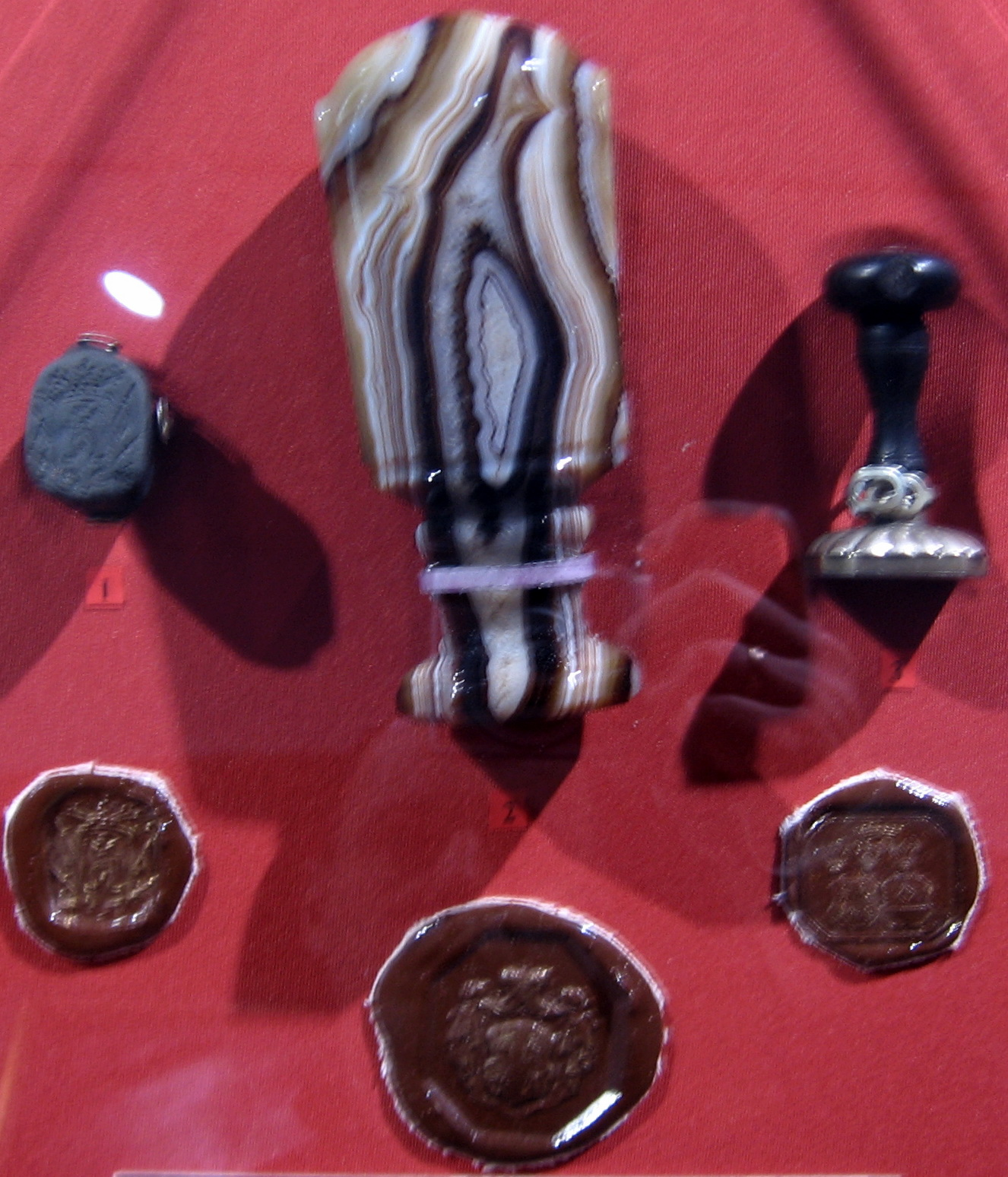
Печати из минералов

Штамп — ручной инструмент, изготовленный из различных видов материалов, для создания оттиска или переноса красителя на различные материалы: глина, металл, воск, сургуч, кожа, бумага, а также тесто.
Имеет другое название — Штемпель.

## История
С времён неолита и по настоящее время используются керамические штампы, называемые в археологии пинтадера (исп. pintadera от pintar «писать красками, рисовать»). С их помощью наносили узоры на различные поверхности, в том числе и на человеческое тело.
Историческая дисциплина, занимающаяся печатями и штампами — сфрагистика.

## Общие сведения
Штампы бывают разных форм: прямоугольные (обычно с указанием реквизитов учреждения — наименование, адрес и тому подобное), треугольные (как правило, используемые для справок и внутренних документов) или иных, порою вычурных форм в виде фигур.
В последнее время получили большое распространение факсимильные штампы, на которых указываются фамилия и имя владельца штампа. Такие штампы нашли большое применение в личных домашних библиотеках. Оснастка для факсимильного штампа, как правило, традиционная — прямоугольной или треугольной формы, а оттиск может быть каким угодно: подпись, вензель, родовой герб — в зависимости от решения владельца штампа.

### Печати Мохенджо-Дарской и Хараппской цивилизаций
Как свидетельствуют археологические раскопки, главными городами Древней Индии были Мохенджо-Даро и Хараппа. Были ли они взаимодополняющими или конкурирующими между собой центрами единой «большой империи», современникам неизвестно, но тот факт, что их цивилизация отличалась однородностью во всех сферах жизнедеятельности — подтвержден многочисленными исследованиями.
До наших дней не сохранились какие-либо письмена, которые бы свидетельствовали об образе жизни жителей этих городов, но археологами было обнаружено большое количество печатей того времени, которые позволяют понять культуру древнеиндийской цивилизации. Наиболее примечательными среди них являются резные печати Хараппской цивилизации, которые уникальны не только по своему внешнему виду, но и качеству. Как правило, их изготавливали из стеатита — белого или сероватого по цвету талька. Такие печати имели квадратную, а иногда и круглую форму. С обратной стороны печать вставляли в пуговицеобразную ручку. На лицевой стороне печати вырезались изображения какого-либо животного, например, единорога, быка с короткими рогами, тигра, слона, а порой и ритуальных человеческих фигур. Практически на каждой печати размещались полупиктографического письма.

### Резиновые штампы
Резиновые штампы появились в США в 1860-е годы.

## Оснастки печатей и штампов

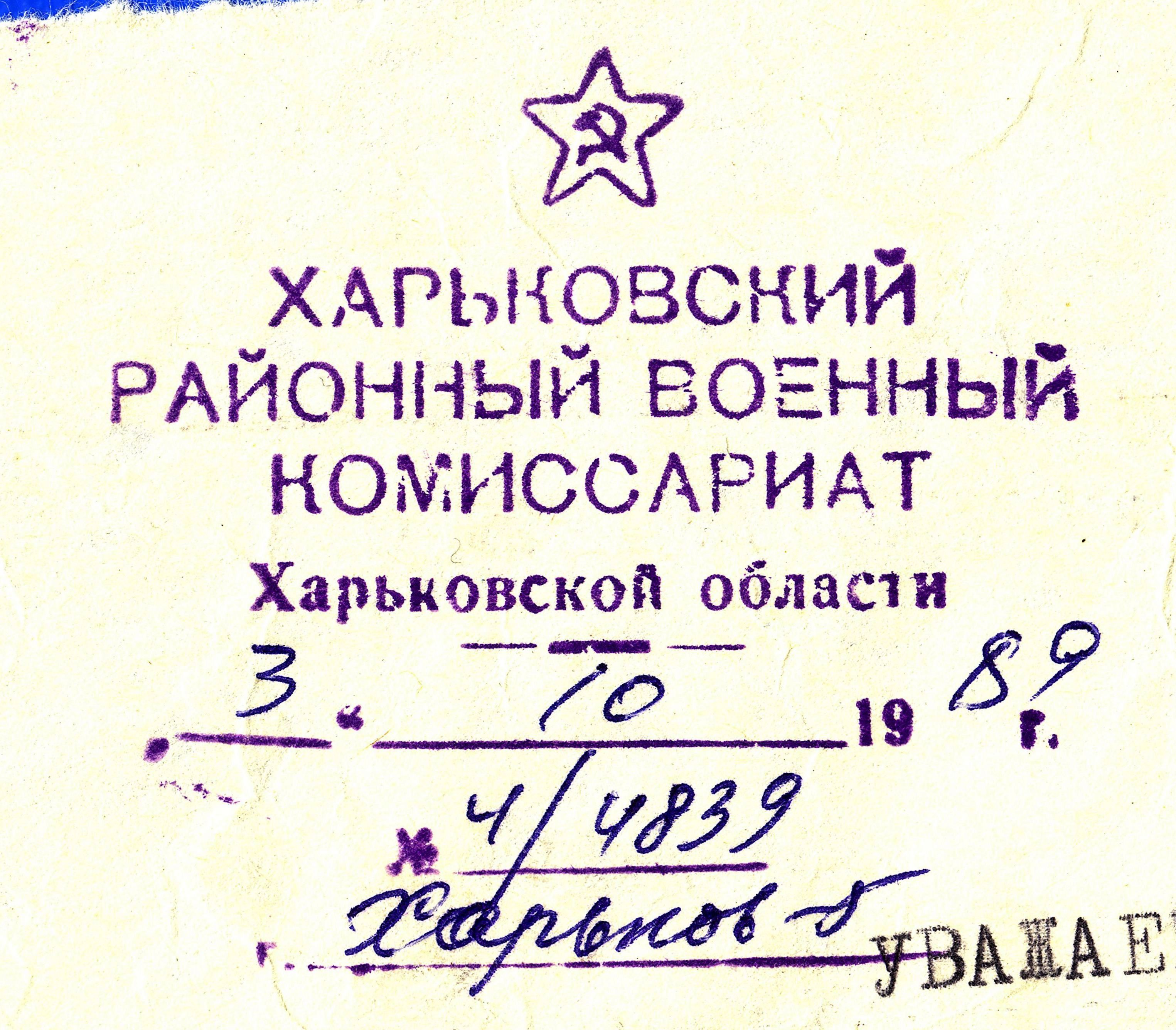
Штамп Харьковского районного военного комиссариата, 1989 год.

Оснастки подразделяются на ручные (прикладные) и автоматические. Ручная оснастка изготавливается из различных материалов (камень, дерево, керамика, стекло, металл, пластмасса). Автоматическая изготавливается из пластмассы и металла. Автоматическая классифицируется на среднетиражную линию и профессиональную. Профессиональная изготавливается из металла и предназначена для почтовых, банковских учреждений.

### Металлические печати
Металлические (алюминиевые или латунные) печати иначе называются пломбиры; они предназначены для опечатывания дверей, сейфов, металлических шкафов, банковских хранилищ, а также прочих ёмкостей, шкафов и т. д., путём проставления оттиска на пластилине (мастике), сургуче или других более мягких (по сравнению с пломбиратором) материалах. Применяются совместно с опечатывающими устройствами.
Изготавливаются на заготовках с кольцом для ключей диаметром от 20 мм, оттиск наносится путём механической гравировки.

### Автоматическая оснастка

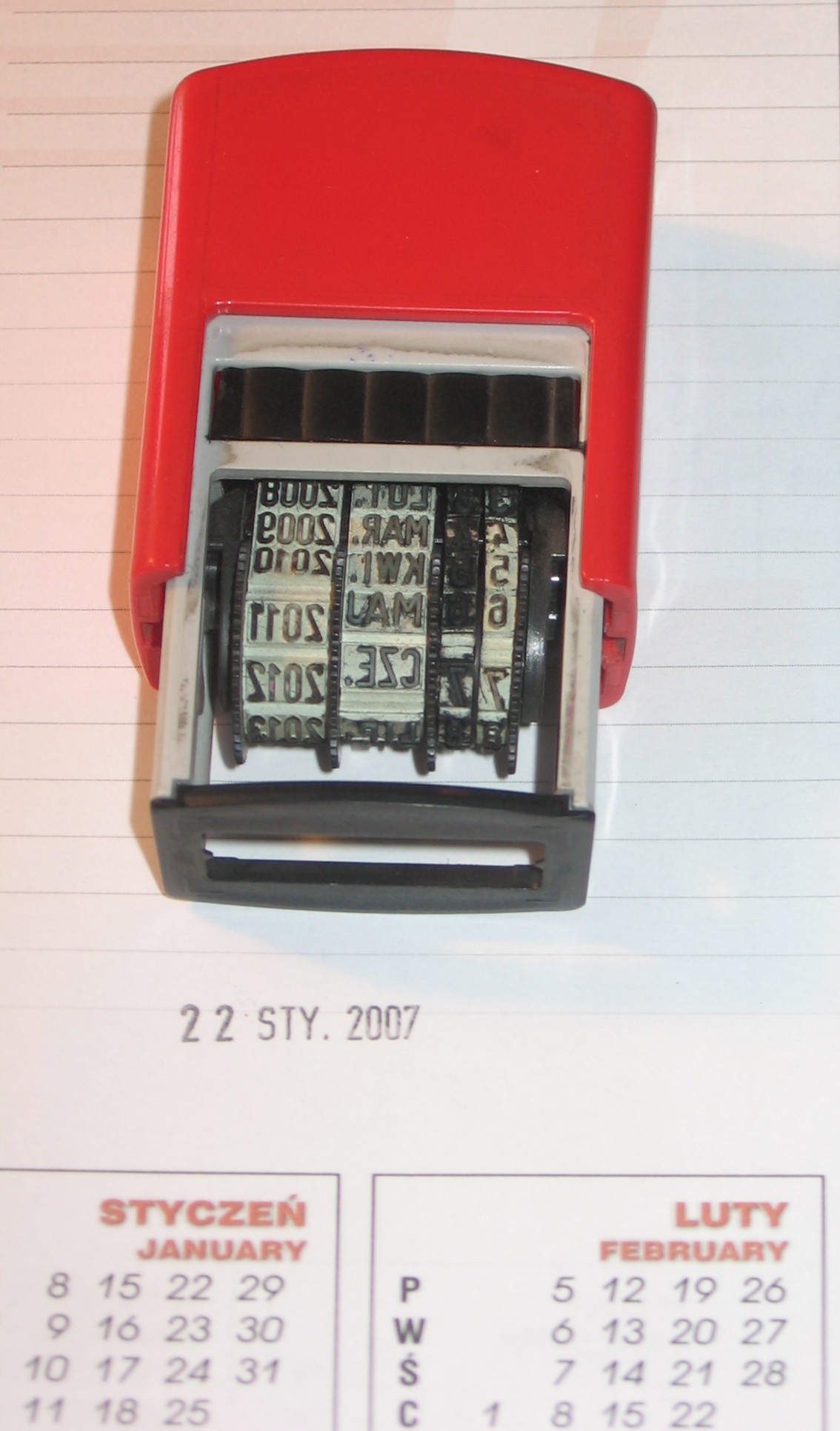
Датер с автоматической оснасткой

Штамп с автоматической оснасткой состоит из трёх компонентов: головка (верхняя часть), ножка (нижняя часть) и база, куда собственно приклеивается клише. Головку и ножку распирает возвратная пружина. В ненажатом состоянии база прижата к штемпельной подушке, которая смачивает клише чернилами. Во время нажатия на головку база переворачивается и соприкасается с поверхностью, где отображает оттиск. Штемпельная подушка извлекаема и заменяема. Существуют несколько основных цветов чернил для штампов: чёрный, красный, синий, зелёный, фиолетовый. Сверху головки расположен прозрачный колпачок, под которым находится образец оттиска штампа.
Штампы с автоматической оснасткой бывают простыми и датерами, снабжёнными устройством для оттиска сменяемой даты.
Существуют также штампы-авторучки, штампы-брелоки и карманные штампы.

## Изготовление клише

Изготовление печати фотополимерным методом

Существует множество способов изготовления клише для штампов, из которых на сегодняшний день самыми распространёнными являются:
1. Метод вулканизации резины в подготовленной форме, изготовленной тиснением картона (глины, гипса) при помощи самонаборных клейм (шрифта).
2. Метод локально-избирательной полимеризации фотополимера при экспозиции под ультрафиолетовым излучением через негатив изображения клише, нанесённого на прозрачную основу. Клише создаётся на компьютере посредством графических программ, изготавливается негативная плёнка, края негатива оклеиваются бордюрной лентой, пространство заливается жидким фотополимером, накрывается прозрачным пластиком и прижимается покровным стеклом облучателя. В результате воздействия ультрафиолетового излучения образуется подложка, со стороны негатива участки, которые не защищены от воздействия ультрафиолетового излучения, затвердевают, а защищённые — остаются жидкими. После экспозиции клише промывается от остатков жидкого фотополимера.
3. Метод лазерной гравировки с помощью лазерно-гравировальных аппаратов.
4. Метод флеш-технологии.

## Правовое значение печати в России
Скрепление документов печатью относится к дополнительным требованиям, которым должна соответствовать простая письменная форма сделки (статья 160 Гражданского кодекса Российской Федерации). Такие дополнительные требования могут предъявляться только в определенных законом, иными правовыми актами или соглашением сторон случаях. При этом наличие подписи лица, совершающего сделку в простой письменной форме, на документе, выражающем содержание сделки, является обязательным требованием во всех случаях.